# Moiré fauve
Pour les articles homonymes, voir Moiré.
Erebia mnestra
Espèce
Statut de conservation UICN

 LC  : Préoccupation mineure
Le Moiré fauve (Erebia mnestra) est un lépidoptère (papillon) appartenant à la famille des Nymphalidae, à la sous-famille des Satyrinae et au genre Erebia.

## Dénomination
Erebia mnestra a été nommé par Jakob Hübner en 1804.

### Noms vernaculaires
Le Moiré fauve se nomme Mnestra's Ringlet en anglais, Blindpunkt-Mohrenfalter en allemand.

## Description
Le Moiré fauve est un petit papillon marron foncé marqué d'une bande roux orangé marquée de deux ocelles au sommet de l'aile antérieure parfois peu visibles ou manquants.
Le revers de l'aile antérieure est roux bordé de brun alors que celui des postérieures est marron, ou marron à bande plus claire.

### Chenille et chrysalide
Le cycle larvaire du moiré fauve se déroule sur un ou deux ans.

## Biologie

### Période de vol et hivernation
L'imago vole en juillet et août.

### Plantes hôtes
Les plantes hôtes des chenilles sont des poacées (graminées) : Sesleria varia et des Festuca.

## Écologie et distribution
Il est présent dans les Alpes en France, Suisse et Italie.
En France métropolitaine il est présent dans les Alpes, dans les départements de Savoie, Haute-Savoie, Isère, Hautes-Alpes et Alpes-de-Haute-Provence,.

### Biotope
Il réside sur les pentes où poussent des graminées entre 1 650 et 2 100 m.

### Protection
Pas de statut de protection particulier.